# Genista monspessulana
Genista monspessulana là một loài thực vật có hoa trong họ Đậu. Loài này được (L.) L.A.S.Johnson miêu tả khoa học đầu tiên.

## Hình ảnh

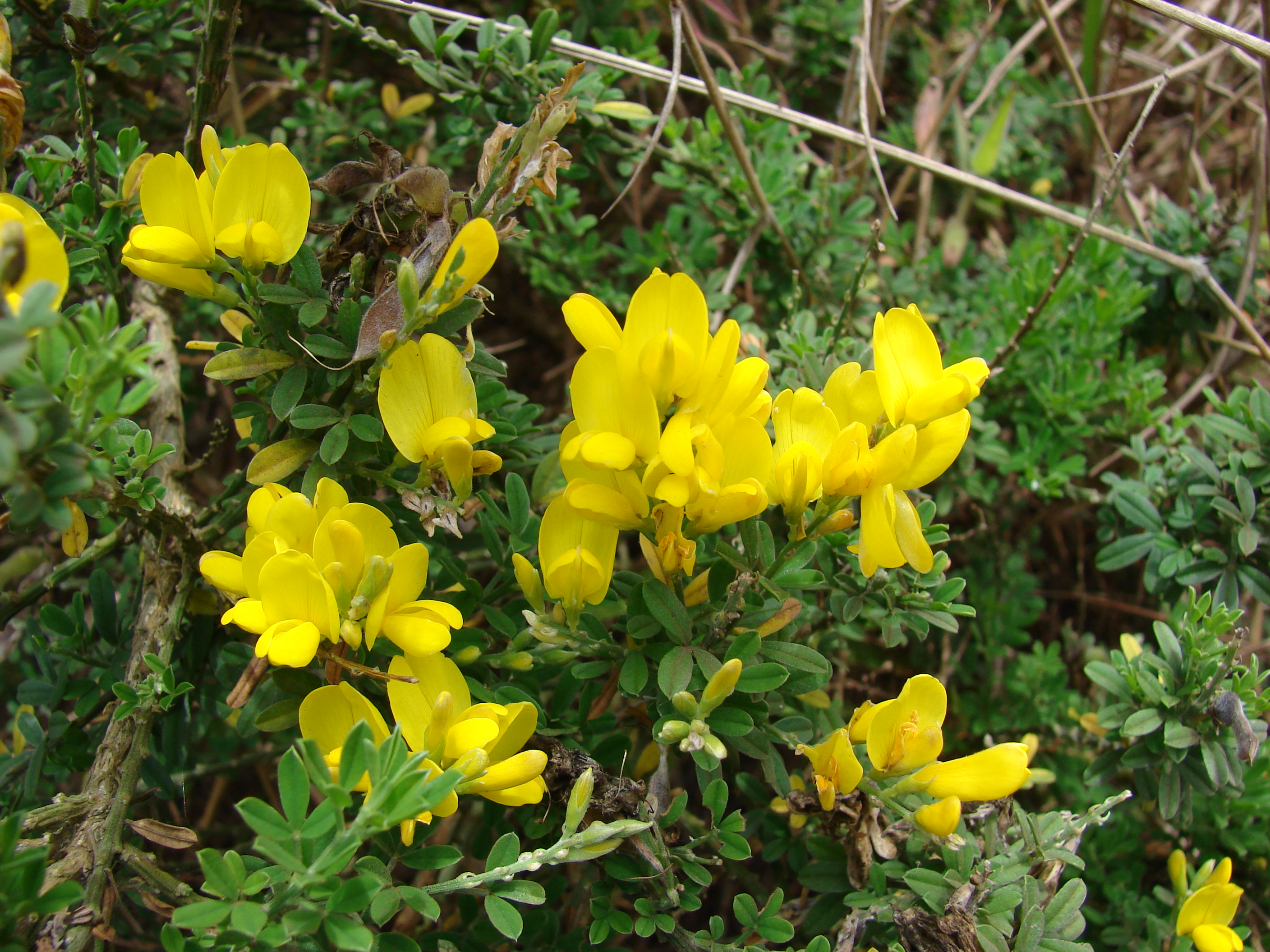
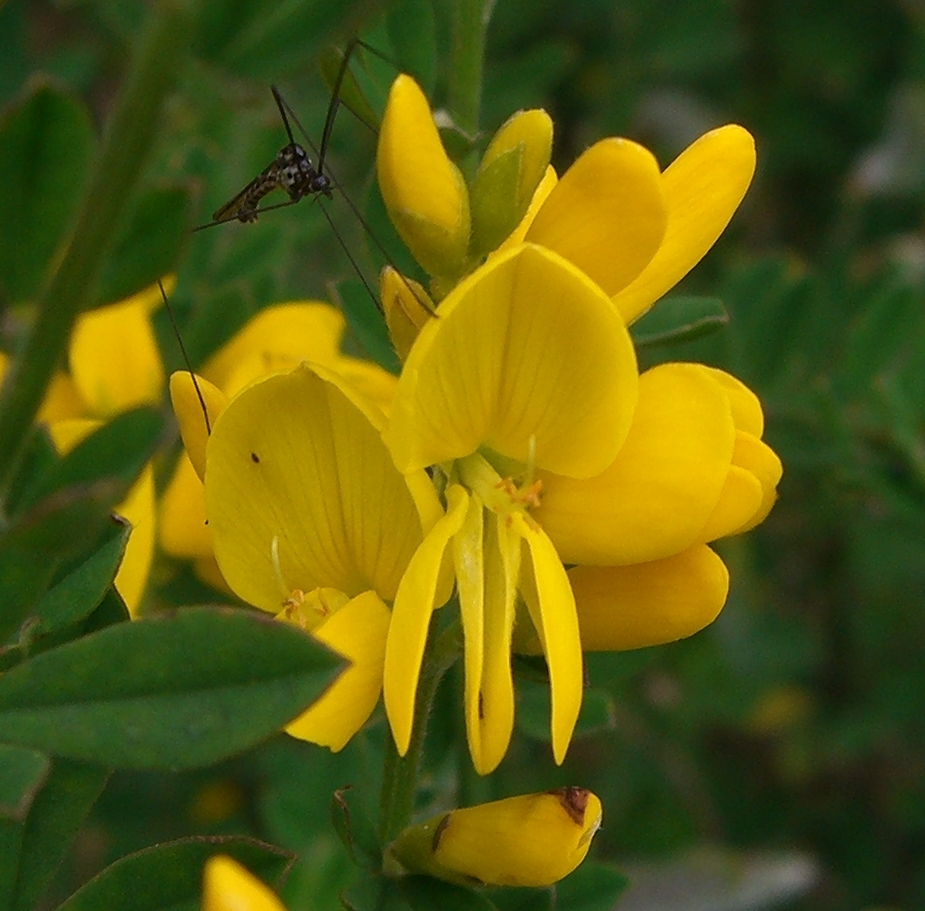
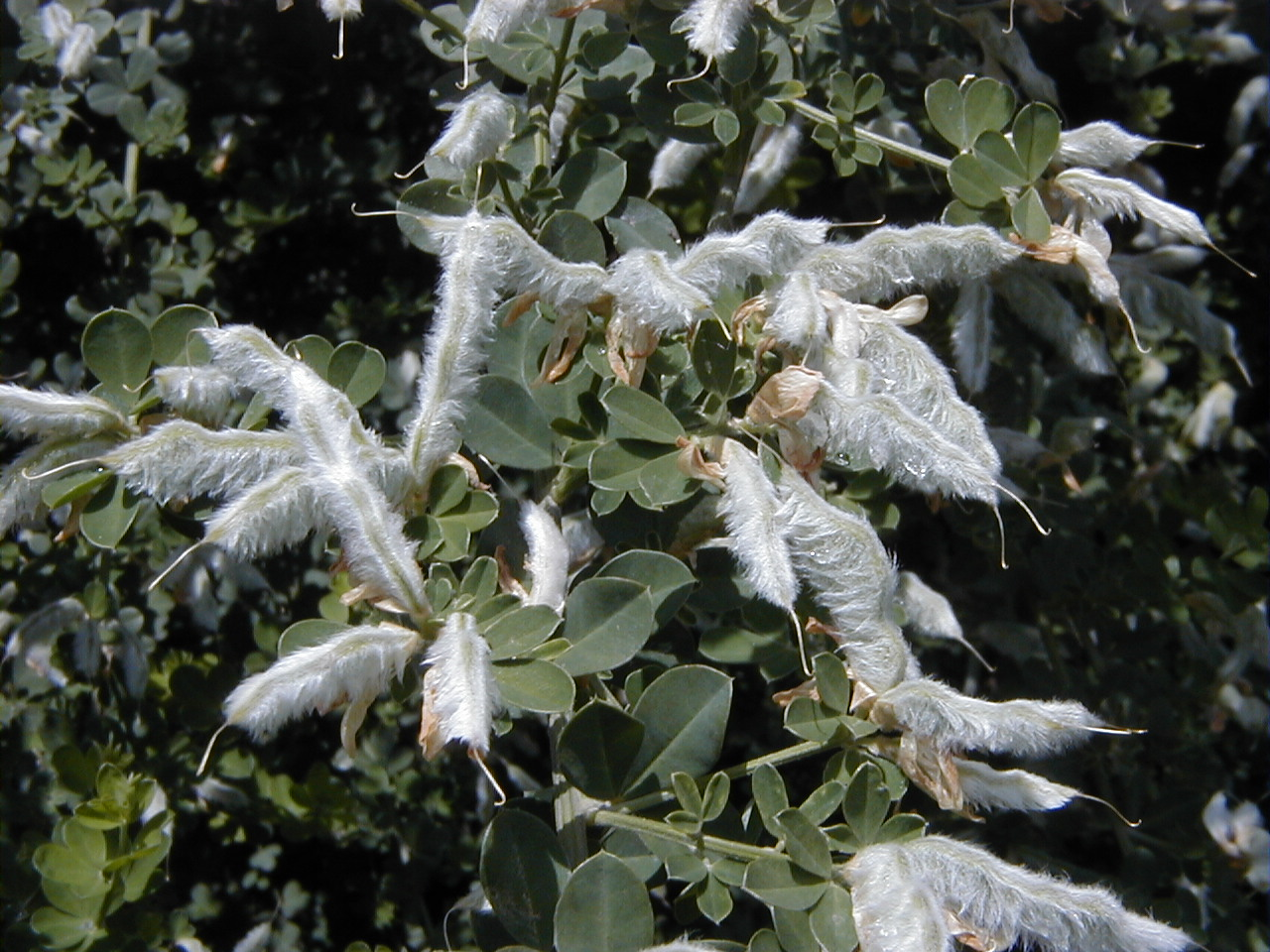
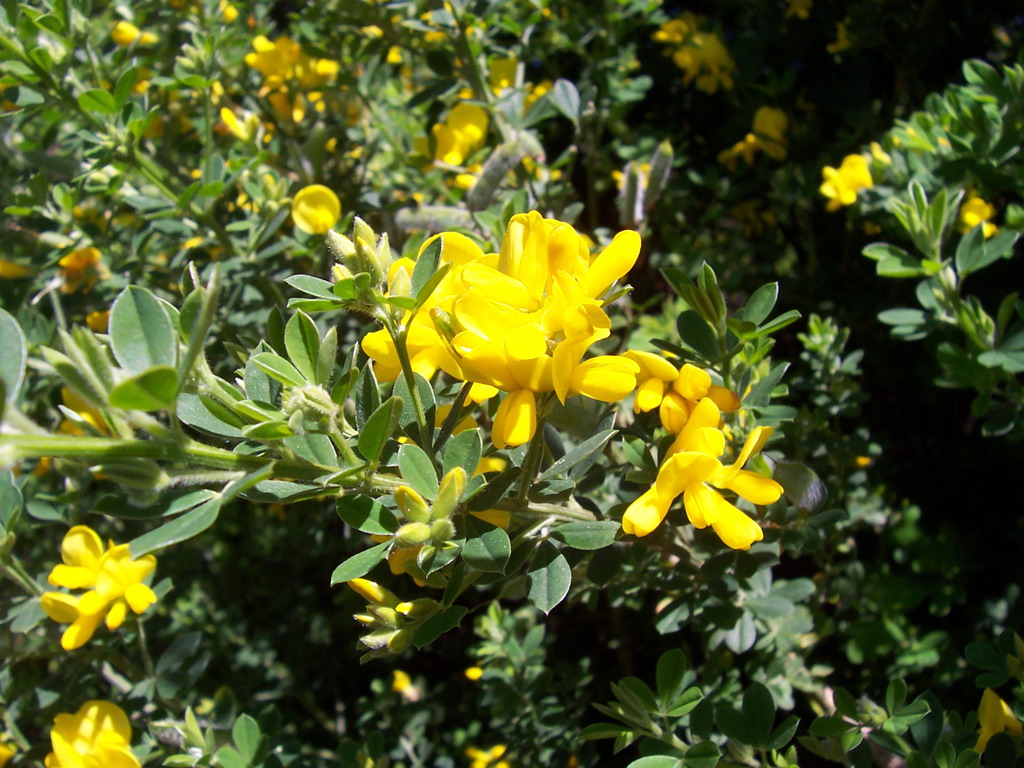